# Knemiothyrium weldenii
Knemiothyrium weldenii är en svampart som beskrevs av Bat. & J.L. Bezerra 1960. Knemiothyrium weldenii ingår i släktet Knemiothyrium, divisionen sporsäcksvampar och riket svampar.   Inga underarter finns listade i Catalogue of Life.